# دارا محمد
دارا محمد حبيب، من مواليد 25 يونيو 1987 في كركوك في العراق، لاعب كرة قدم عراقي من القومية الكردية.
في هذه الموسم رجع إلى مدينته ويلعب حالياً مع نادي كركوك الرياضي (یانەی وەرزشیی کەرکوک)
سبق له ان لعب مع نادي السليمانية وحمل رقم 6 قبل أن يلعب في نادي أزادي في السليمانية، ثم انتقل إلى نادي اربيل في موسم 2007/2008. وفي الموسم التالي عاد إلى نادي السليمانية مجدداً
بعد ذلك انتقل إلى نادي القوة الجوية وفي الشهر العاشر من عام 2010 انتقل إلى نادي الطلبة.. وانتقل في بداية 2011 لنادي البيشمركة لنهاية الموسم بعدها لعب مع نادي النفط العراقي بعد تعاقده في صيف 2011.
وله تجربة بين عامي 2004 و2005 في الدوري السوري مع نادي الشرطة المركزي
بدأ باللعب مع منتخب العراق لكرة القدم في 2007 وابرز مشاركاته كانت مع المنتخب الأولمبي العراقي.

## روابط خارجية
- دارا محمد على موقع الاتحاد الدولي (مؤرشف)  (الإنجليزية)
- دارا محمد على موقع قاعدة بيانات كرة القدم.إي يو (الإنجليزية)
- دارا محمد على موقع ناشيونال فوتبول تيمز (الإنجليزية)
- دارا محمد على موقع كووورة